# Ghost Blows Out the Light
Ghost Blowing the Lantern es una novela china en línea, el contenido principal es el robo de tumbas y la búsqueda de tesoros, y el autor canta para el mundo.
La primera novela consta de cuatro volúmenes, a saber, "Exquisita ciudad antigua", "Longling Miku", "Yunnan Insect Valley" y "Kunlun Shrine". La segunda parte involucra el pasado de robo de tumbas de Chen Xiazi y Partridge Whistle (abuelo de Yang Shirley), que son "Huang Pizi Grave", "Return to the South China Sea", "Angry Qingxi Xiangxi" y "Wuxia Coffin Mountain"., todo en ocho volúmenes La versión en chino simplificado es publicada por Anhui Literature and Art Publishing House, pero algunos contenidos de "superstición feudal" y "horror y sobrenatural" en el libro original han sido eliminados y revisados.
La versión en chino tradicional de este libro es publicada por Gao Bao International Publishing Group en Taiwán. El cronograma de distribución de contenido de cada volumen es ligeramente diferente al de la versión en chino simplificado. 

## Personajes principales.

### Hu Bayi
El protagonista en primera persona de la novela nace en Fujian el 1 de agosto, Día del Ejército, y su nombre original es Hu Jianjun. Después de ir al jardín de infancia, el padre de Hu vio que muchos niños también se llamaban Jianjun, por lo que cambió su nombre a Hu Bayi. A la edad de 18 años, la casa de Hu Bayi fue saqueada, dejando solo un fragmento de "Dieciséis Personajes del Arte Secreto del Yin y el Yang Fengshui" escondido. Hu Bayi saltó a la fila de Ganggang Yingzi en Mongolia Interior, y Wang Kaixuan, apodado "Gordo", estaba con él. Hu Bayi fue a su casa a visitar a sus familiares y se convirtió en un "soldado de puerta trasera". Después de tres meses de arduo trabajo en el campo de entrenamiento de reclutas, fue transferido a la Estación del Escuadrón 62 en el Paso de la Montaña Kunlun en la la Meseta Qinghai-Tíbet. Más tarde, en la guerra sino-vietnamita, violó las normas militares sobre el trato de los prisioneros y fue despedido. Hu Bayi aprendió por sí mismo habilidades de Fengshui y técnicas de robo de tumbas con la ayuda de los fragmentos del "Arte Secreto de Dieciséis Caracteres Yin-Yang Fengshui".

### Shirley Yang
Chinos de ultramar en los Estados Unidos, una mujer hermosa con una apariencia sobresaliente. Creció en los Estados Unidos desde que era un niño Influenciado por la cultura occidental, es audaz y generoso, audaz y cuidadoso. La familia tiene mucha riqueza y es una familia exploradora tradicional de Mojinmen. El abuelo es el Perdiz Silbato mencionado más adelante, por lo que está muy familiarizado con la exploración tradicional y el equipo de excavación de colinas. Shirley Yang vino a China para encontrar a su padre, quien desapareció durante una expedición en China, y contrató a Hu Bayi y Wang Kaixuan para organizar la expedición. Cada vez que actúas, puedes preparar adecuadamente varios accesorios. Ella es el apoyo sólido de todos durante la aventura, y su calma ha resuelto la crisis muchas veces cuando todos estaban en problemas.

### Wang Kaixuan
Su nombre real es Kaixuan, y él y Hu Bayi son amigos que crecieron juntos. Era un comando juvenil y le tenía miedo a las alturas. Aparte de eso, no le tiene miedo a nada. Siempre comete errores en los puntos clave y comete errores en una crisis. El peso es de 196 gatos. Wang Kaixuan comenzó a participar en la expedición de robo de tumbas con Hu Bayi porque él y Hu Bayi comenzaron un pequeño negocio "por cuenta propia".

## Publicar libros

### 中国大陆版
- 鬼吹燈（新版）全八冊 (en chino). 安徽文藝出版社. 1 de agosto de 2009 [2006]. ISBN 978-753-962-915-5.（简体中文）
- 鬼吹灯之牧野诡事 (en chino). 金城出版社. 2010-11 [2010]. pp. 288頁. ISBN 978-780-251-621-2.（简体中文）

## Derivados

### Cómic
Hay dos versiones:
- Adaptado por el dibujante chino Lin Ying y otros, dibujado desde 2007, fabricación de placas en blanco y negro, publicado por Anhui Literature and Art Publishing House, que es responsable de publicar novelas, y ha lanzado "Exquisite Ancient City" (1, 2 ), "Longling Miku" (1, 2) y "Yunnan Insect Valley" (1, 2) un total de seis volúmenes.
- Adaptado por el caricaturista chino Yao Feila, dibujado desde 2009, elaboración de láminas en color, libro físico publicado por Tianjin People's Publishing House, y también lanzado en forma de cómics de audio interactivos en la App Store.

### Audio libro
- La versión en audio de "Ghost Blowing the Lantern"[1] grabada por la estación de radio por Internet EBC5 de Hangzhou creó un milagro auditivo sin publicidad, y su influencia no es menor que la de la novela original. El orador Feng Fan tiene un grupo de fanáticos acérrimos.
- La estación de radiodifusión de literatura y arte del pueblo de Beijing (FM87.6MHz, área de Beijing) grabó y reprodujo la novela en audio, y Ai Baoliang la narró.
- La versión de audio en cantonés de "Ghost Blowing the Lantern"[2] grabada por Guangzhou ShowFM.net Internet Radio transmite la novela en cantonés.

### Videojuego
- " Ghost Blowing Lantern Gaiden OnLine ", un juego en línea adaptado del trasfondo de la historia de la lámpara fantasma que sopla, se lanzó oficialmente el 22 de septiembre de 2009.[3]

### Cine
En la serie de novelas "Ghost Blowing Lantern", la primera ("Exquisite Ancient City", "Longling Miku", "Yunnan Insect Valley" y "Kunlun Shrine") está autorizada para China Film, y la segunda ("Huang Pizi Grave", "Regreso al mar de China Meridional", "Angry Sunshine in Xiangxi" y "Wuxia Coffin Mountain") a Wanda.
- " Torre del demonio de nueve pisos " (2015)
- " Buscando al dragón " (2015)
- " Valle de insectos de Yunnan " (2018)
- " Ghost Blowing Lamp: Astrology "

### versión de la película en línea
- " Linterna que sopla fantasmas: montaña del ataúd de Wuxia " (2019)
- " Fantasma que sopla la ira de la linterna limpia Xiangxi " (2019)
- " La Leyenda del Rey del Valle de los Insectos en Yunnan " (2020)
- " Linterna que sopla fantasmas: Longling Miku " (2020)
- " Linterna que sopla fantasmas: Santuario Longling " (2020)
- " Fantasma que sopla la linterna: Colección secreta de Xiangxi " (2020)
- " Linterna que sopla fantasmas: Santuario Kunlun " (2020)
- " Fantasma soplando la linterna: La tumba de Huang Pizi " (2021)
- " Fantasma que sopla la linterna: La tumba de piel amarilla " (2021)

- "Capítulo extra de La extraña historia de Makino :

- "El leopardo dorado" (2017)
- "La leyenda de los ojos de hada de Makino" (2018)
- "La extraña historia de Makino: cueva del dragón de Qinling" (2020)
- "El engaño de Makino: Rey tigre sin armadura" (a partir de 2020)
- "Buscando al Dragón" (Terminado en 2020)
- "La extraña historia de Makino: Guanshan Taibao" (2021)
- "El engaño de Makino: el taoísta que mueve la montaña" (a partir de 2021)

### Serie Web
- " Ghost Blowing the Lantern: The Ancient City " (2016): dirigida por Kong Sheng, producida por Hou Hongliang, protagonizada por Jin Dong, Chen Qiaoen y otros.
- " Ghost Blowing the Lantern: The Strange Story of Makino " (2017): dirigida por Zhao Xiaoou y Zhao Xiaoxi, protagonizada por Wang Dalu, Jin Chen, Wang Yuexin y otros.
- "Ghost Blowing the Lantern: Huang Pizi's Tomb" (2017): dirigida por Guan Hu y Fei Zhenxiang, protagonizada por Ruan Jingtian y Xu Lu.
- "Ghost Blowing the Lantern 2: Angry Qingxi Xiangxi " (2019): dirigida por Fei Zhenxiang, una serie de dramas en línea de suspenso protagonizada por Pan Yueming, Gao Weiguang, Xin Zhilei y otros.
- " Ghost Blowing the Lantern 3: Longling Misty Cave " (2020): Dirigida por Fei Zhenxiang, protagonizada por Pan Yueming, Zhang Yuqi, Jiang Chao y Gao Weiguang.
- " Ghost Blowing Lantern 4: Yunnan Insect Valley " (2021): Dirigida por Fei Zhenxiang, protagonizada por Pan Yueming, Zhang Yuqi y Jiang Chao.
- " Ghost Blowing the Lantern 5: Kunlun Shrine " (2022): dirigida por Cai Yuexun, protagonizada por Pan Yueming, Zhang Yuqi y Jiang Chao.

Teatro interactivo:
- " Longling Misty Cave: El último taoísta que mueve montañas " (2020).

### Obra de teatro
En 2014, se lanzó la versión dramática "Ghost Blowing Lantern - Exquisite Ancient City" adaptada de la serie de novelas "Ghost Blowing Lantern".